# Dąbrowa (gmina Przesmyki)

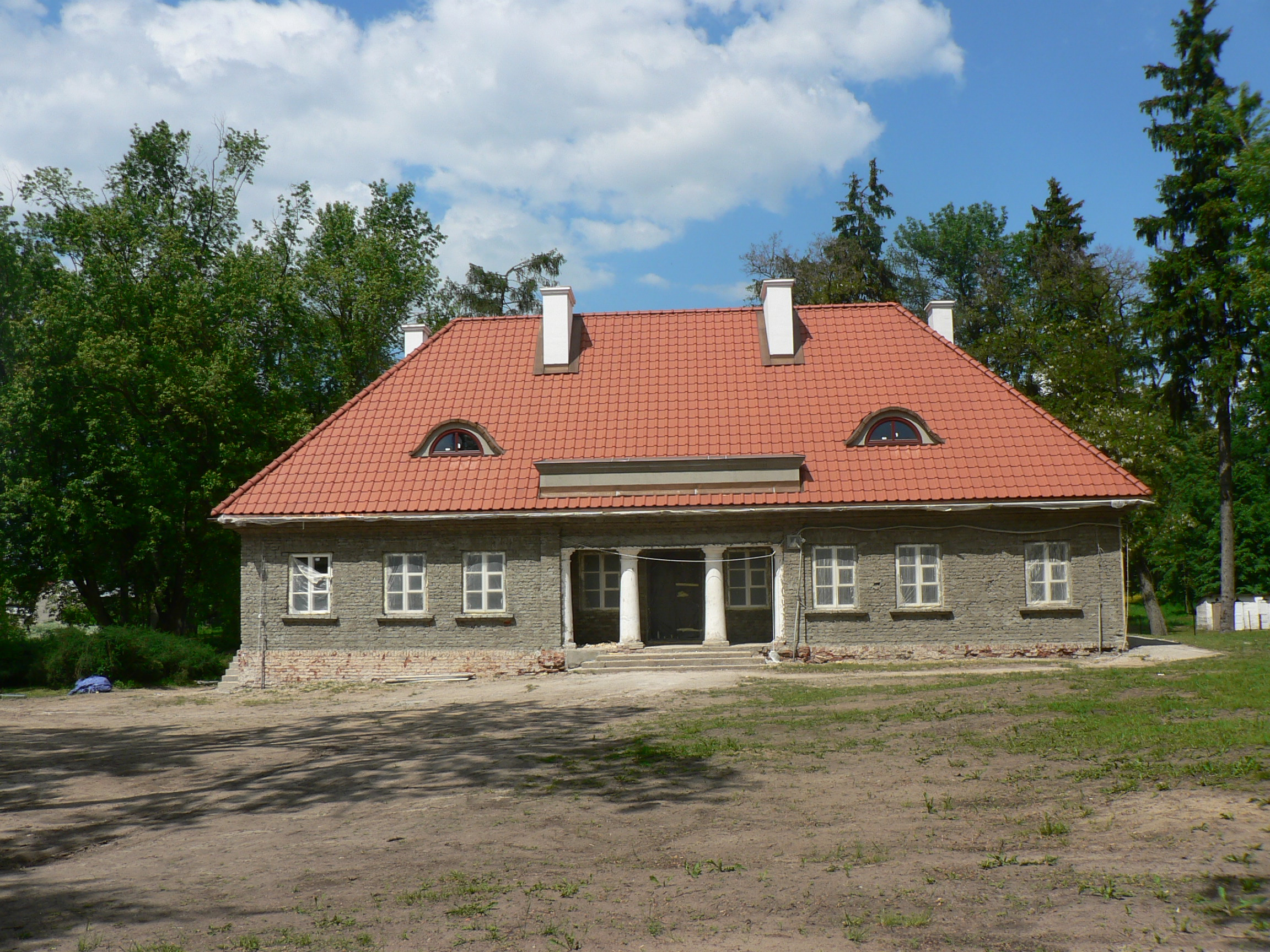
Dworek w Dąbrowie

Dąbrowa (do 1930 Duplewice) – wieś w Polsce położona w województwie mazowieckim, w powiecie siedleckim, w gminie Przesmyki. Leży w dolinie rzeczki Kołodziejki, na środkowym Podlasiu w dawnej ziemi drohickiej, niedaleko Łosic.
Na terenie wsi utworzono dwa sołectwa Dąbrowa i Podraczyny.
Etymologię nazwy historycznej można wywieść od praindoeuropejskego "du" (podwójny). Miejscowość składa się z 2 dzielnic przez mieszkańców określanych jako „mała” i „duża” wieś oraz dawnego folwarku noszącego nazwę Natolin.
W latach 1975–1998 miejscowość należała administracyjnie do województwa siedleckiego.
We wsi działa założona w 1948 roku jednostka ochotniczej straży pożarnej. Jednostka posiada obecnie ciężki samochód ratowniczo-gaśniczy GCBA 6/32 Jelcz 315.
Wierni kościoła rzymskokatolickiego należą do parafii św. Stanisława Biskupa Męczennika i św. Anny w Knychówku.
W 2015 r. w Dąbrowie w zabytkowym XIX-wiecznym dworku otwarto Muzeum Ziemiaństwa.

## Położenie
Miejscowość leży w odległości ok. 5 km od siedziby gminy. Najbliższe miasta to Łosice i Mordy (ok. 15 km). 
Główne trasy przebiegające w pobliżu to:
- Droga krajowa nr 3 (Świecko – Warszawa – Mińsk Mazowiecki – Siedlce – Terespol) w odległości 32 km
- Droga krajowa nr 19 (Kuźnica Białostocka – Siemiatycze – Łosice – Rzeszów)

## Historia
Pierwsza wzmianka w dokumentach pochodzi z roku 1570. Nazwę Duplowicze wymieniono w tzw. lustracji nowo utworzonego woj. podlaskiego po włączeniu tych terenów do Korony. Do zabytków należy murowany dwór, zbudowany w 1852 z murowaną oficyną. 

## Sąsiednie wsie
Korczew, Laskowice Zaborów, Wólka Łysowska, Podraczynie, Kaliski, Kamianki-Wańki, Kamianki-Nicki, Kamianki-Czabaje.